# Corinnomma rapax
Corinnomma rapax är en spindelart som beskrevs av Christa L. Deeleman-Reinhold 1993. Corinnomma rapax ingår i släktet Corinnomma och familjen flinkspindlar. Inga underarter finns listade i Catalogue of Life.